# کریستوفر مک‌کوری
کریستوفر مک‌کوری (انگلیسی: Christopher McQuarrie؛ زادهٔ ۲۵ اکتبر ۱۹۶۸) کارگردان فیلم، فیلم‌نامه‌نویس و تهیه‌کننده اهل آمریکا است. او برای فیلم نئو-نوآر و معمایی مظنونین همیشگی (۱۹۹۵) جوایز فیلم بفتا، جایزه ایندیپندنت اسپیریت و جایزه اسکار بهترین فیلم‌نامه غیراقتباسی را دریافت کرد.
او اولین کارگردانی خود را با فیلم جنایی راه اسلحه (۲۰۰۰) انجام داد. همچنین با نویسندگی و کارگردانی فیلم‌های اکشن جک ریچر (۲۰۱۲)، مأموریت: غیرممکن ۵ (۲۰۱۵)، مأموریت: غیرممکن ۶ (۲۰۱۸)، مأموریت: غیرممکن ۷ (۲۰۲۳) و مأموریت: غیرممکن ۸ (۲۰۲۴) همواره با تام کروز همکاری می‌کند. او همچنین بخشی از تیم نویسندگی در فیلم‌های والکیری (۲۰۰۸)، لبه فردا (۲۰۱۴)، مومیایی (فیلم ۲۰۱۷) و تاپ گان ۲ (۲۰۲۲) بود.

## حرفه
اولین فیلم بلند مک‌کوری، «دسترسی عمومی» در سال ۱۹۹۳ به کارگردانی برایان سینگر بود. این فیلم برنده جایزه منتقدان در جشنواره فیلم آمریکایی دوویل و جایزه بزرگ هیئت داوران جشنواره فیلم ساندنس شد. در ایالات متحده به صورت سینمایی اکران نشد. در جمع‌آوری بازبینی راتن تومیتوز، امتیاز تأیید ۵۸٪ را دریافت کرد. مک کواری در سال ۱۹۹۵ فیلم مظنونین همیشگی را نوشت، که برای آن جوایز بهترین فیلمنامه را از جوایز اسکار بریتانیا و آمریکا، و همچنین از مجله پریمیر، هیئت بازبینی تگزاس، و منتقدان شیکاگو، و همچنین جایزه ادگار و ایندیپندنت دریافت کرد. جایزه روح. بعدها در لیست نیویورک تایمز از ۱۰۰۰ فیلم برتر ساخته شده قرار گرفت و شخصیت Verbal Kint در لیست ۱۰۰ قهرمان و شرور برتر تمام دوران توسط AFI قرار گرفت. در سال ۲۰۰۶، انجمن نویسندگان آمریکا، مظنونین معمولی را شماره ۳۵ در فهرست ۱۰۱ فیلمنامه برتر خود انتخاب کرد. مک‌کواری در سومین همکاری خود با سینگر، بازنویسی گسترده‌ای بر روی مردان ایکس انجام داد، اما در نهایت نام او از پروژه حذف شد.
در سال ۲۰۰۰، مک کواری اولین کارگردانی خود را با فیلم راه اسلحه، یک وسترن مدرن امروزی که او فیلمنامه آن را نیز نوشت، انجام داد. در این فیلم بنیسیو دل تورو، رایان فیلیپ و جیمز کان به ایفای نقش پرداختند. این فیلم با بودجه ۸٫۵ میلیون دلاری نقدهای متفاوتی دریافت کرد و ۱۳ میلیون دلار در سراسر جهان فروخت. هشت سال بعد، مک‌کواری (به همراه ناتان الکساندر) فیلمنامه والکیری را نوشت که در ۲۵ دسامبر ۲۰۰۸ اکران شد و بر اساس نقشه واقعی ترور آدولف هیتلر در ۲۰ ژوئیه ۱۹۴۴ ساخته شد. در حین تحقیق دربارهٔ فیلمنامه، نویسندگان به اعضای خانواده استافنبرگ دسترسی داشتند. با کتابی که توسط فابیان فون شلابندورف، توطئه‌گری نجات یافته، نوشته شده بود، مشورت کرد. و با محافظ بازمانده هیتلر صحبت کرد. در سال ۲۰۰۹، مک کواری برای نوشتن فیلمنامه برای فیلم بدون عنوان The Wolverine استخدام شد. مک کواری در سال ۲۰۱۰ فیلم توریست را با جولیان فلووز، جفری ناخمانوف و کارگردان فلوریان هنکل فون دانرزمارک نوشت. این فیلم با بازی جانی دپ و آنجلینا جولی ۲۷۸ میلیون دلار در سراسر جهان به دست آورد. این فیلم سه نامزدی جایزه گلدن گلوب و چندین جایزه دیگر را دریافت کرد، از جمله آنها جایزه فیلم Redbox برای اجاره‌ای‌ترین درام سال ۲۰۱۱. مک‌کواری پس از آن بازنویسی‌های بدون اعتبار را در فیلم اکشن جاسوسی مأموریت: غیرممکن – پروتکل شبح در سال ۲۰۱۱ در طول تولید فیلم ارائه کرد.
در سال ۲۰۱۱، مک کواری دومین فیلم بلند خود را کارگردانی کرد، جک ریچر، اقتباسی از یک شات، نهمین رمان از سری ۲۱ رمان جک ریچر نوشته لی چایلد. فیلمبرداری در منطقه شهری پیتسبورگ در ۳ اکتبر ۲۰۱۱ آغاز شد و تا پایان ژانویه ۲۰۱۲ ادامه یافت. این فیلم در دسامبر ۲۰۱۲ توسط پارامونت پیکچرز منتشر شد. در سال ۲۰۱۲، پس از اینکه درو گدارد و دیمون لیندلوف فیلم را ترک کردند، مک کواری برای بازنویسی فیلمنامه جنگ جهانی زد وارد عمل شد. در سال ۲۰۱۳، چهارمین همکاری مک کواری با بریان سینگر، جک غول کش، توسط مک کواری منتشر شد. نقدهای انتقادی متفاوت بود، و این یک شکست در باکس آفیس بود و تنها ۱۹۸ میلیون دلار در مقابل بودجه تخمینی ۲۴۰ میلیون دلار آمریکا (بدون احتساب تبلیغات) فروش داشت. مک کواری در سال ۲۰۱۴ اکشن علمی تخیلی هیجان انگیز لبه فردا بر اساس رمان ژاپنی All You Need Is Kill نوشت. در حالی که این فیلم در آخر هفته افتتاحیه خود در باکس آفیس ضعیف عمل کرد و تنها ۲۸٫۸ میلیون دلار کسب کرد، نقدهای قوی دریافت کرد و به یک موفقیت دهان به دهان تبدیل شد و کمی بیش از ۱۰۰ میلیون دلار در باکس آفیس داخلی فروش کرد.
مک کواری سومین فیلم بلند خود را به عنوان کارگردان در سال ۲۰۱۵ به پایان رساند. مأموریت: غیرممکن – ملت یاغی، پنجمین مدخل در مجموعه فیلم‌های مأموریت غیرممکن بود. این فیلم نقدهای قوی دریافت کرد، بیش از ۱۹۵ میلیون دلار در باکس آفیس آمریکای شمالی فروخت و گوجه طلایی را برای بهترین فیلم اکشن-ماجراجویی سال ۲۰۱۵ دریافت کرد.
در اکتبر ۲۰۱۵، مک‌کواری بازنویسی فیلم روگ وان را تکمیل کرد و دو هفته را صرف «سخت‌تر کردن داستان» کرد. مک کواری و دیلن کوسمن، فیلمنامه‌نویس، توسط تام کروز مأمور شدند تا فیلمنامه جدیدی برای مومیایی بنویسند. در نوامبر ۲۰۱۵، مک کواری تأیید کرد که برای نوشتن و کارگردانی ششمین فیلم مأموریت غیرممکن، سومین همکاری کارگردانی او با تام کروز، بازخواهد گشت. این فیلم با عنوان مأموریت: غیرممکن – فال‌اوت در ۲۷ ژوئیه ۲۰۱۸ در ایالات متحده اکران شد. نقدهای قوی از منتقدان دریافت کرد و بیش از ۷۹۱ میلیون دلار در سرتاسر جهان فروخت و به پردرآمدترین عنوان فرنچایز تبدیل شد. مک‌کواری و کروز دوباره در فیلم تاپ گان: ماوریک با یکدیگر همکاری کردند، که مک‌کواری در این فیلم فیلمنامه را نوشت و فیلم را تهیه‌کنندگی کرد.

## فیلم‌شناسی
- دسترسی عمومی (۱۹۹۳) … (فیلمنامه‌نویس)
- مظنونین همیشگی (۱۹۹۵) … (نویسنده)
- راه اسحله (۲۰۰۰) … (نویسنده و کارگردان)
- والکیری (۲۰۰۸) … (نویسنده)
- آدم‌های ناشناس (۲۰۱۰) … (نویسنده و تهیه‌کننده)
- توریست (۲۰۱۰) … (نویسنده)
- جک ریچر (۲۰۱۲) … (نویسنده و کارگردان)
- جک غول‌کش (۲۰۱۳) … (نویسنده)
- لبه فردا (۲۰۱۴) … (نویسنده)
- مأموریت غیرممکن ۵ (۲۰۱۵) … (نویسنده و کارگردان)
- جک ریچر ۲ (۲۰۱۶) … (تهیه‌کننده)
- مومیایی (فیلم ۲۰۱۷) … (نویسنده)
- مأموریت: غیرممکن ۶ (۲۰۱۸) … (نویسنده و کارگردان)
- استاد بازی‌ها (۲۰۲۰) … (نویسنده)
- ریچر (۲۰۲۲) … (مدیر تولید)
- تاپ گان ۲ (۲۰۲۲) … (فیلم‌نامه‌نویس و تهیه‌کننده)
- مأموریت: غیرممکن ۷ (۲۰۲۳) ...(کارگردان، نویسنده و تهیه‌کننده)
- مأموریت: غیرممکن ۸ (۲۰۲۴) ...(کارگردان، نویسنده و تهیه‌کننده)